# Vicente Guilarte Gutiérrez
Vicente Guilarte Gutiérrez (Bilbao, 7 de septiembre de 1953) es un abogado español, presidente en funciones del Consejo General del Poder Judicial entre el 20 de julio de 2023 y el 4 de septiembre de 2024.

## Biografía
Nacido en Bilbao, estudió derecho en la Universidad de Valladolid y empezó a trabajar como abogado en 1979 en el Colegio de Registradores de la Propiedad y Mercantiles de España. En 1982 se doctoró en la Universidad de Valladolid con la tesis La constitución de servidumbres voluntarias en el código español, dirigida por Ignacio Serrano Serrano.
En 1991 fue nombrado catedrático de derecho civil en la Universidad de Valladolid. En el colegio de registradores entró en contacto con Enrique Rajoy Brey, hermano de Mariano Rajoy.
En el año 2013 fue nombrado vocal del Consejo General del Poder Judicial, a propuesta del Partido Popular. Al mismo tiempo, continuó ejerciendo como abogado del Colegio de Registradores de la Propiedad y Mercantiles de España y trabajando en la Universidad de Valladolid, así como miembro del Consejo de Administración de Europac y como asesor del bufete Maio Legal. Tras ser nombrado presidente por suplencia del Consejo General del Poder Judicial en julio de 2023, dejó de lado todas sus actividades profesionales complementarias.
Mientras fue presidente del CGPJ, propuso, como medida para desbloquear la renovación del órgano de los jueces en las Cortes Generales, retirar competencias sobre nombramientos al Consejo, de tal forma que los nombramientos judiciales quedarían en manos de los jueces y de un tribunal de juristas con el propósito de «diluir» el interés de los partidos políticos en este órgano.
Finalmente, cesó el 4 de septiembre de 2024, tras la toma de posesión de María Isabel Perelló Doménech como nueva presidenta del Poder Judicial.
Tras su etapa en el CGPJ, regresó a su puesto de letrado-director de la Asesoría Jurídica del Colegio de Registradores de la Propiedad y Mercantiles de España.
Está casado con la también jueza María Felisa Herrero Pinilla.

## Publicaciones
- La constitución de servidumbres voluntarias en el Derecho español, Madrid, 1984.
- Gestión y disposición de los bienes gananciales, Lex Nova, Valladolid, 1991.
- Impugnación de capitulaciones matrimoniales en fraude de acreedores,Tecnos, Madrid, 1991.
- Defensa de los bienes y derechos gananciales y litisconsorcio pasivo necesarios, Tecnos, Madrid, 1994.
- Comentarios a la Ley de Arrendamientos Urbanos, Lex Nova, 1995.
- El efecto vinculante de las Resoluciones singulares de la DGRN, Madrid, 2005.
- El informe del Registrador en el Recurso gubernativo contra la calificación de la Nota, Madrid, 2006.
- Patrimonio familiar en matrimonios no indisolubles, coautor con Encarna Roca Trías, Fundación Coloquio Jurídico Europeo, Madrid, 2010.
- La revisión judicial de la calificación registral. Fundamentos y práctica, Lex Nova, 2010.
- Legalidad urbanística, demolición y terceros adquirentes de buena fe, Lex Nova, 2011.